# Steinegaden

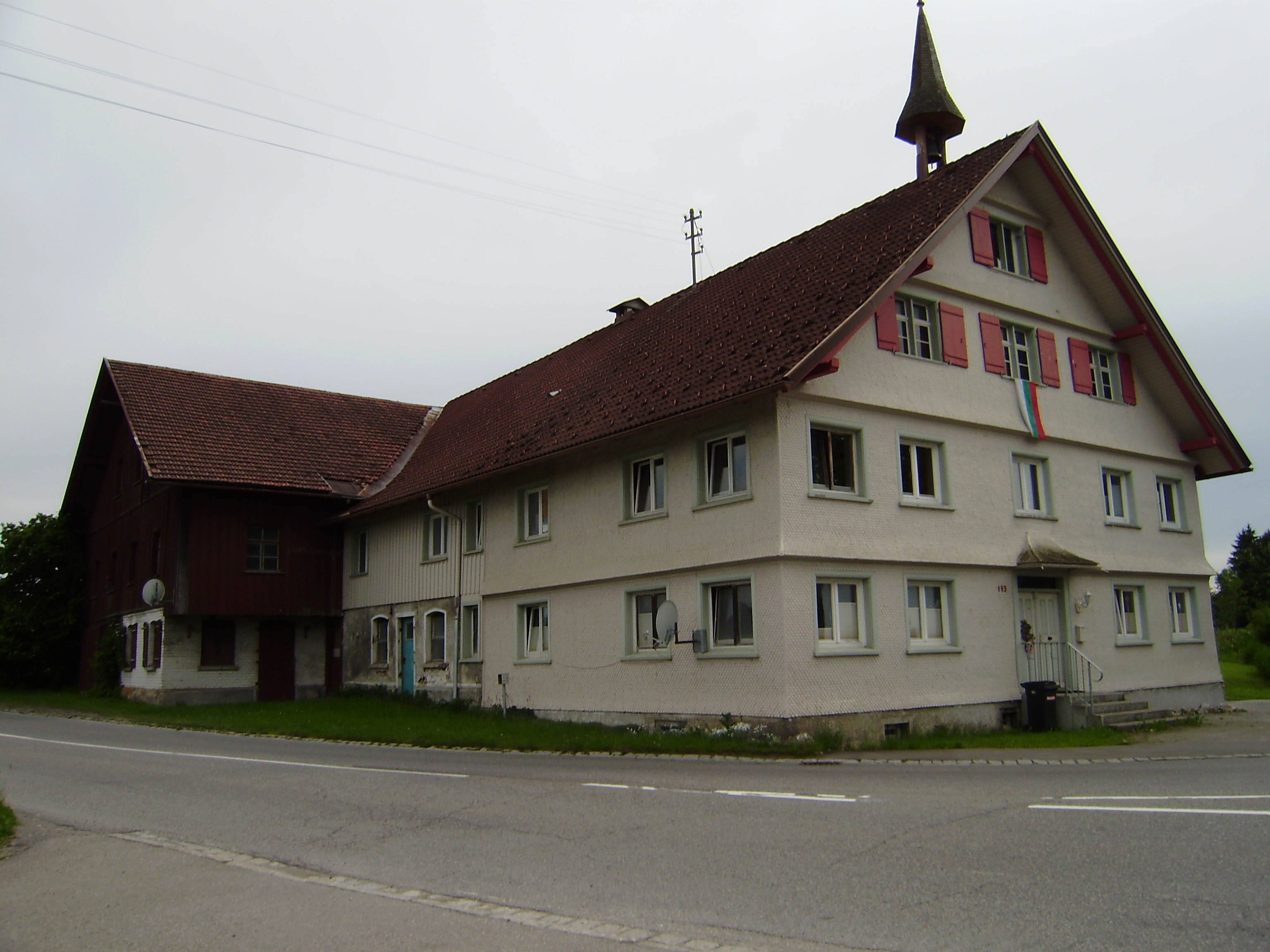
Ortsprägender Hof

Steinegaden (westallgäuerisch: Schtuinəgadə) ist ein Gemeindeteil der Gemeinde Röthenbach im bayerisch-schwäbischen Landkreis Lindau (Bodensee).

## Geographie
Das Dorf liegt circa zwei Kilometer nordwestlich des Hauptorts Röthenbach und zählt zur Region Westallgäu.

## Geschichte
Durch den heutigen Ort verlief die frühzeitliche Römerstraße Kempten–Bregenz. Der Name Steinegaden bezieht sich auf einen „untermauerten Raum“. Im Jahr 1770 fand die Vereinödung in Steinegaden mit acht Teilnehmern statt.

## Baudenkmäler
- Siehe: Liste der Baudenkmäler in Steinegaden

## Wirtschaft
Im Ort befindet sich eine Bauschuttdeponie der Geiger Unternehmensgruppe und des Zweckverband für Abfallwirtschaft Kempten (ZAK).